# Heinrich Wendelin Soherr
Heinrich Wendelin Soherr (* 30. November 1863 in Bingen am Rhein; † 10. März 1929 ebenda) war ein hessischer Politiker (Zentrumspartei Hessen) und Abgeordneter der 2. Kammer der Landstände des Großherzogtums Hessen sowie Vizepräsident des Landtags des Volksstaates Hessen in der Weimarer Republik.

## Familie und Beruf
Heinrich Wendelin Soherr war der Sohn des Gastwirts Heinrich Soherr und dessen Frau Margaretha geborene Kühn. Er war mit Elisabeth geborene Immerschitt verheiratet. Heinrich Wendelin Soherr war Kaufmann und Weinhändler in Bingen.

## Politik
Heinrich Wendelin Soherr, der katholischer Konfession war, gehörte für das Zentrum dem hessischen Landtag 1919 bis 1927 in dessen ersten drei Wahlperiode an und war dort ab 2. Februar 1920 und bis 1924 als Nachfolger von Adam Joseph Johann Schmitt Vizepräsident. Bereits zuvor war er 1911 bis 1918 für den Wahlbezirk Rheinhessen 17/Bingen Abgeordneter der zweiten Kammer der Landstände gewesen. 